# Dr. Dre
Andre Romelle Young, mest känd under sitt artistnamn Dr. Dre, född 18 februari 1965 i Compton, Kalifornien, är en amerikansk musikproducent, rappare, låtskrivare, skådespelare och entreprenör. Han är grundare och VD för Aftermath Entertainment och Beats Electronics, och tidigare delägare till Death Row Records. Han har producerat flera kritikerhyllade musikalbum och hjälpt till att starta många rappares karriärer, bland annat The D.O.C., Snoop Dogg, Eminem, Xzibit, Knoc-turn'al, 50 Cent, The Game och Kendrick Lamar. Han är ofta sedd som en nyckelperson inom skapandet och populariseringen av västkust-g-funk, en rapstil karakteriserad av synthesizer-baserade, långsamma, hårda beat. Sedan 2017 är han den tredje rikaste person i hiphopindustrin med ett substansvärde på 740 miljoner dollar.
Han började sin karriär i electrogruppen World Class Wreckin' Cru 1984. Han fick sitt genombrott med hiphop- och gangstarapgruppen N.W.A tillsammans med Ice Cube, Eazy-E, MC Ren och DJ Yella, som populariserade svordomar och negativa kommentarer mot myndigheter i rapmusiken för att detaljera våldet i de amerikanska ghettorna. Hans solodebutalbum The Chronic från 1992 gjorde honom till en av USA:s bäst säljande artister 1993, vilket även tilldelade honom en Grammy Award för singeln "Let Me Ride". Samma år producerade han Snoop Doggs fyrdubblade platinacertifierade debutalbum Doggystyle, och han har även coachat flera producenter, bland annat sin styvbror Warren G (vilket ledde till det dubbla platinacertifierade albumet Regulate...G Funk Era 1994) och Snoop Doggs kusin Daz Dillinger (vilket ledde till det dubbla platinacertifierade albumet Dogg Food av Tha Dogg Pound 1995).
1996 lämnade Dr. Dre Death Row Records för att grunda sitt eget skivbolag, Aftermath Entertainment. Han producerade samlingsalbumet Dr. Dre Presents the Aftermath 1996 för att uppmärksamma skivbolaget, och släppte sitt andra studioalbum 2001 1999. Under 2000-talet fokuserade Dr. Dre mer på att producera musik åt andra artister. Han skrev avtal med Eminem 1998 och 50 Cent 2002 till Aftermath Entertainment, samt samproducerade flera av deras album. Han har totalt vunnit sex Grammy Awards, inklusive "Producer of the Year". Han har även haft roller i filmer som Set It Off, The Wash och Training Day. Musiktidningen Rolling Stone rankade honom nummer 56 på listan "The 100 Greatest Artists of All Time".

## Biografi

### Tidigt liv
Andre Young föddes i Compton, Kalifornien som första barn till Theodore och Verna Young. Hans andra förnamn Romelle kommer från hans fars R&B-grupp The Romells. Hans föräldrar gifte sig 1964, separerade 1968 och skilde sig 1972. Hans mor gifte sig senare med Curtis Crayon och fick ytterligare tre barn, sönerna Jerome och Tyree, och dottern Shameka. 1976 började Young på Vanguard Junior High School i Compton, men på grund av gängvåld i området flyttades han till Roosevelt Junior High School. Han bodde i Carson, Kalifornien under junior high school. Young har själv sagt att han mest växte upp med sin mormor i New Wilmington Arms-området i Compton. Hans mor gifte sig senare med Warren Griffin, som hon träffade genom sitt arbete i Long Beach, Kalifornien. Young fick senare tre nya styvsystrar och en styvbror, som senare även blev rappare och musikproducent under namnet Warren G.
Young är även kusin till producenten Sir Jinx. Han började på Centennial High School i Compton 1979, men flyttade till John C. Fremont High School i South Central Los Angeles på grund av dåliga betyg. Young försökte även skriva in sig på ett lärlingsprogram vid Northrop Aviation Company, men på grund av dåliga betyg i skolan blev han inte kvalificerad. Därefter fokuserade Young på sitt sociala liv och på underhållning resten av sina high school-år. Young fick sonen Curtis den 15 december 1981 tillsammans med Cassandra Joy Greene. Curtis växte upp med sin mor, och mötte sin far 20 år senare, då även han rappade under namnet Hood Surgeon.

## Musikkarriär

### World Class Wreckin' Cru: 1984–1985
Young besökte ofta nattklubben Eve After Dark där ofta flera discjockeys och rappare uppträdde. Han blev senare själv DJ på klubben under namnet "Dr. J", efter smeknamnet på sin favoritbasketspelare Julius Erving. På klubben mötte han den uppåtsträvande rapparen Antoine Carraby, som senare skulle gå under namnet DJ Yella. Han började sedan använda aliaset "Dr. Dre", en blandning av sitt tidigare alias och sitt förnamn. På nattklubben fanns även en liten studio där Young och Carraby spelade in flera demoskivor. Den första låten duon spelade in kallades "Surgery" med refrängen "calling Dr. Dre to surgery". Han gick med i musikgruppen World Class Wreckin' Cru under det oberoende skivbolaget Kru-Cut Records 1984. Gruppen skulle bli stora inom electrohop-scenen som dominerade den tidiga västkusthiphopen under tidigt 1980-tal. "Surgery" släpptes officiellt innan gruppen bildats och blev gruppens första stora hit, och sålde 50 000 exemplar i Comptonområdet.

### N.W.A och Ruthless Records: 1986–1991
1986 träffade Young rapparen O’Shea Jackson — under smeknamnet Ice Cube — och började arbeta tillsammans för att spela in musik till Ruthless Records, ett skivbolag som drevs av den lokala rapparen Eazy-E. N.W.A och västkustrapparen Ice-T är allmänt kända som de första och mest kontroversiella artisterna inom genren gangstarap, en subgenre till hiphop som utmärkte sig genom sina aggressiva texter om bland annat brott, våld och gänglivsstil. N.W.A:s musik innefattade ofta kommentarer och berättelser om polisbrutalitet och våld på gatorna i södra Los Angeles, medan andra artister som Public Enemy och Boogie Down Productions musik handlade mer om rasistiskt laddade politiska frågor. På grund av låten "Fuck tha Police" fick gruppens debutalbum Straight Outta Compton stor framgång, trots att gruppen var förbjuden från flera amerikanska radiostationer och spelade på få konserter.
Ice Cube lämnade gruppen 1989 över finansiella problem, och på gruppens andra album Niggaz4Life producerade och framträdde Dr. Dre mycket mer. Young har även producerat flera låtar för flera artister på Ruhtless Records, bland annat Eazy-E:s debutalbum Eazy-Duz-It från 1988, Above the Laws debutalbum Livin' Like Hustlers från 1990, Michel'les debutalbum Michel'le från 1989, The D.O.C.:s debutalbum No One Can Do It Better, J.J. Fads debutalbum Supersonic från 1988 tillsammans med DJ Yella, och funkrockmusikern Jimmy Z's album Muzical Madness.

### The Chronicoch Death Row Records: 1992–1996
Efter problem med Eazy-E, lämnade Dr. Dre N.W.A under toppen av dess popularitet 1991 tillsammans med låtskrivaren The D.O.C. och den dåvarande livvakten Suge Knight. Knight fick Eazy-E att släppa Young från sitt kontrakt med Ruthless Records, och trion bildade skivbolaget Death Row Records. 1992 släppte Young sin första singel, titelspåret till filmen Deep Cover, där han även samarbetade med rapparen Snoop Dogg, vilket även var hans debut inom musikindustrin, som Young träffade genom sin styvbror Warren G. Dr. Dre's solodebutalbum The Chronic, släpptes 1992 under Death Row Records med Suge Knight som exekutiv producent. Young skapade en ny stil inom rapmusiken med debualbumet, både musikaliskt och textmässigt, och introducerade flera nya artister, bland annat Snoop Dogg, Kurupt, Daz Dillinger, RBX, The Lady of Rage, Nate Dogg och Jewell.

## Diskografi

### Studioalbum
- 1992 – The Chronic (Death Row Records)
- 1999 – 2001 (Aftermath Entertainment)
- 2015 – Compton (Aftermath Entertainment)

### Soundtrackalbum
- 2001 – The Wash

### Samarbetsalbum
- 1985 – World Class (med World Class Wreckin' Cru)
- 1986 – Rapped in Romance (med World Class Wreckin' Cru)
- 1987 – N.W.A. and the Posse (med N.W.A)
- 1988 – Straight Outta Compton (med N.W.A)
- 1990 – 100 Miles and Runnin' (med N.W.A)
- 1991 – Niggaz4Life (med N.W.A)

## Filmografi
| Filmer | Filmer                           | Filmer    | Filmer          |
| År     | Titel                            | Roll      | Noteringar      |
| ------ | -------------------------------- | --------- | --------------- |
| 1992   | Niggaz4Life: The Only Home Video | Sig själv | Dokumentär      |
| 1996   | Set It Off                       | Black Sam |                 |
| 2000   | Up In Smoke Tour                 | Sig själv | Musikfilm       |
| 2001   | Training Day                     | Paul      |                 |
| 2001   | The Wash                         | Sean      |                 |
| 2001   | Welcome to Death Row             | Sig själv | Dokumentär      |
| 2015   | Straight Outta Compton           | Sig själv | Film/Dokumentär |